# Hans Pleydenwurff
Hans Pleydenwurff (auch Pleidenwurff) (* um 1420 wahrscheinlich in Bamberg; † 9. Januar 1472 in Nürnberg) war ein deutscher Maler, der zu den bedeutendsten Vertretern der zweiten Generation von Malern zählte, die die Neuerungen der Ars Nova der niederländischen Malerei in Mitteleuropa aufnahmen und weiterentwickelten.

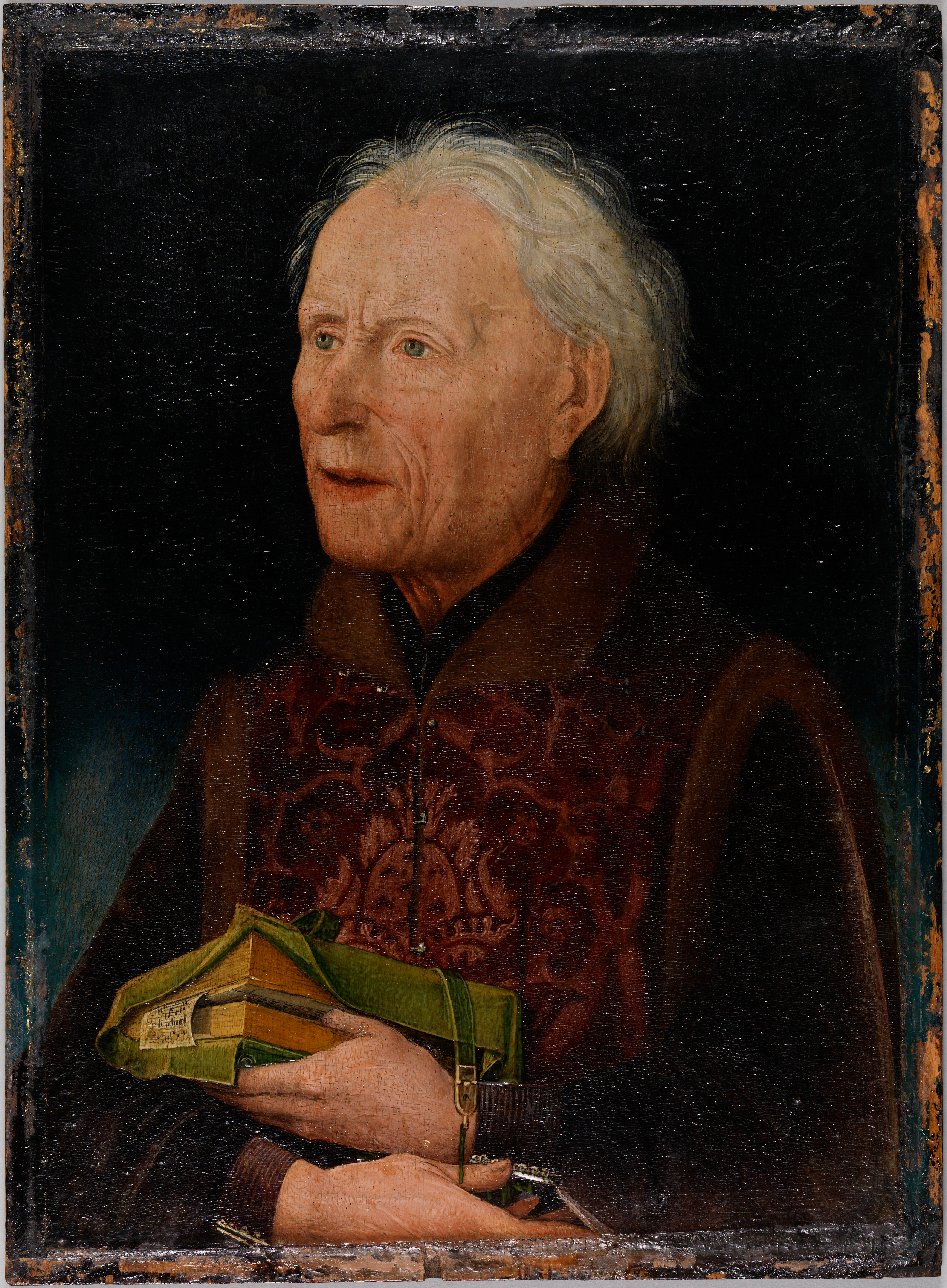
Hans Pleydenwurff, Bildnis Georg Graf von Löwenstein, um 1456, Germanisches Nationalmuseum, Nürnberg

## Leben
Vater des Hans war vermutlich Kunz Pleydenwurff, ein angesehener Maler in Bamberg, zeitweise auch Bürgermeister der Stadt. Von ihm lässt sich aber kein Werk nachweisen. Sein Sohn Hans Pleydenwurff bereiste vermutlich die Niederlande, wo er besonders von der Kunst des Rogier van der Weyden beeinflusst wurde. Nach seiner Rückkehr um 1455 begann er seine Arbeit in Bamberg, wo erste Arbeiten für den Domherrn Graf Löwenstein neue Maßstäbe setzten. Das um 1456 entstandene Porträt seines Mäzens wird als erstes erhaltenes Porträtgemälde zumindest in Franken angesehen.
Spätestens 1457 übersiedelte Pleydenwurff nach Nürnberg, wo er eine große und einflussreiche Werkstatt in der Burgstraße eröffnete. Diese Werkstatt wurde nach seinem Tod durch Michael Wolgemut übernommen und weitergeführt, der die Witwe Pleydenwurffs geheiratet hatte. Sein Sohn Wilhelm Pleydenwurff († 1494 in Nürnberg) führte zusammen mit seinem Stiefvater Michael Wolgemut die Holzschnitte der Weltchronik von Hartmann Schedel aus. Ein anderer Sohn, Sebald, ließ sich in Eisleben nieder, sein Beruf ist nicht bekannt.
In der Werkstatt von Pleydenwurff lernten bedeutende Maler wie Hans Schüchlin (später in Ulm), der Meister des Wiener Schottenaltars (später in Wien) oder Wolfgang Beurer die neue niederländisch geprägte Kunst kennen und verbreiteten nach ihrem Ausscheiden aus der Werkstatt diese Ars Nova mit der suggestiven Raumdarstellung durch Lichtführung und Personenaufstellung, ihrer realistischen Porträtauffassung, den atmosphärischen weiten Landschaften mit Farbperspektive und mit der detailgenauen Schilderung von kostbaren Materialien.

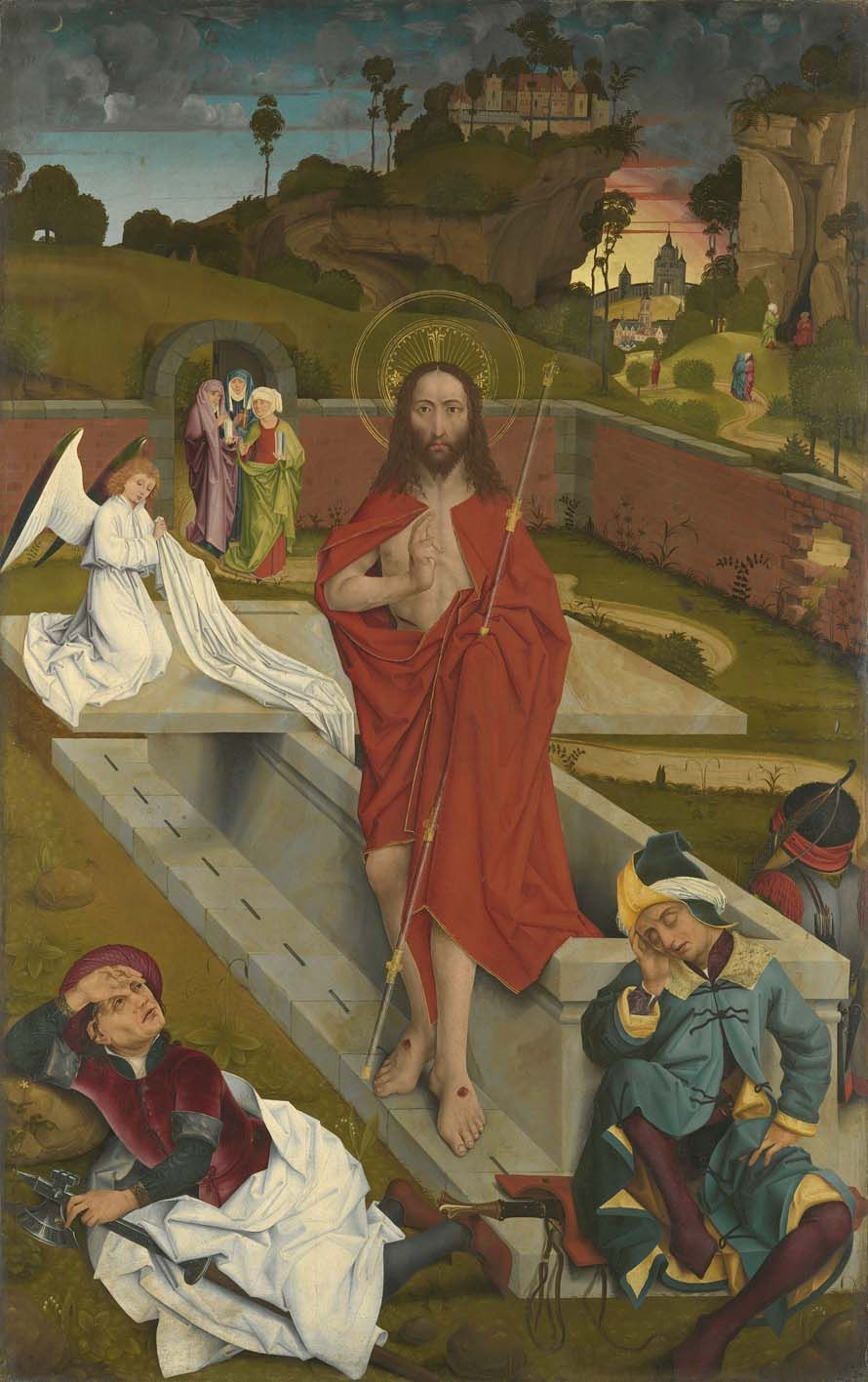
Hans Pleydenwurff – Hofer Altar, Tafel mit der Auferstehung Christi, 1465, Alte Pinakothek, München

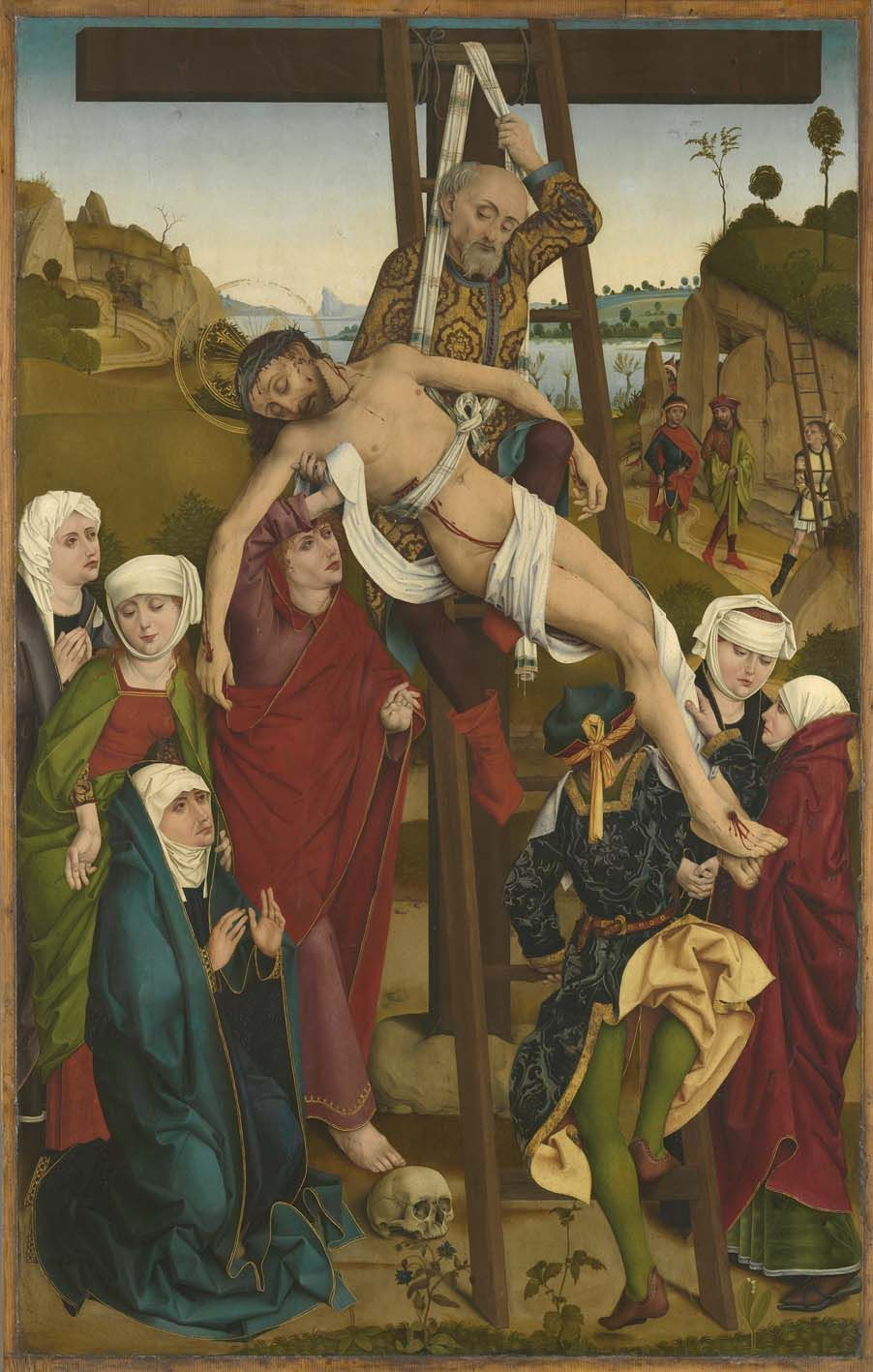
Hans Pleydenwurff – Hofer Altar, Tafel mit der Kreuzabnahme Christi, 1465, Alte Pinakothek, München

## Werke (mit Beteiligung der Werkstatt)
Alle aufgeführten Werke sind Teil der Bayerischen Staatsgemäldesammlungen
- Porträt des Bamberger Domherren Georg Graf von Löwenstein, Germanisches Nationalmuseum, Nürnberg (Gm128)
- Hochaltar für St. Elisabeth in Breslau, 1462, Flügel Kreuzabnahme, Germanisches Nationalmuseum, Nürnberg (Gm1127)
- Kalvarienberg des Bamberger Domherren Georg Graf Löwenstein, Alten Pinakothek, München
- Hochaltar der Bamberger Klarissenkirche, Staatsgalerie Bamberg
- Hofer Altar, 1465 für die St. Michaeliskirche in Hof, seit 1811 in der Alten Pinakothek, München

## Schulwerke
- Kreuzigung, 1470, Alte Pinakothek, München